# Glenn Medeiros
Glenn Alan Medeiros (sinh ngày 24 tháng 6 năm 1970) là một nhà giáo dục và là cựu ca sĩ, nhạc sĩ người Mỹ gốc Bồ Đào Nha, người đã đạt được thành công trên bảng xếp hạng vào cuối những năm 1980 và đầu những năm 1990. Ông được biết đến nhiều nhất trên sân khấu âm nhạc quốc gia và quốc tế với bản hit toàn cầu năm 1987, "Nothing's Gonna Change My Love for You" và " She Ain't Worth It ", một bài hát đứng đầu bảng xếp hạng của Mỹ năm 1990. Ông vẫn thường xuyên tham gia vào ngành công nghiệp âm nhạc tại bang Hawaii, quê hương của mình (bao gồm một số chương trình biểu diễn âm nhạc có liên quan ở Waikiki) sau khi đạt được thành công toàn cầu trong nhiều thập kỷ trước.
Sau khi sự nghiệp âm nhạc lên đến đỉnh điểm, ông chuyển sang giảng dạy và là phó hiệu trưởng tại trường Maryknoll, một trường học đơn phương ở Honolulu, Hawaii, và là giáo sư tại Đại học Chaminade, một trường đại học tư thục được thành lập tốt, có chung căn cứ với trường Saint Louis. Vào ngày 1 tháng 7 năm 2015, Medeiros đã trở thành Hiệu trưởng  của Trường Saint Louis ở Honolulu và vào năm 2017, ông trở thành Chủ tịch/Giám đốc điều hành của trường.